# Carl Clemons-Hopkins
Carl Clemons-Hopkins (Lithonia, 20 de julho de 1987) é um ator americano, mais conhecido por interpretar Marcus na série de comédia dramática Hacks (2021-presente). Ele foi indicado ao Primetime Emmy Award de 2021 de Melhor Ator Coadjuvante em Série de Comédia pelo papel.

## Infância
Clemons-Hopkins nasceu em Lithonia, Geórgia e estudou no ensino médio em Snellville, Geórgia.

## Carreira
Clemons-Hopkins atuou em diversas peças teatrais. Em 2014, foi indicado ao Prêmio Barrymore de Excelência no Teatro, que homenageia produções teatrais da área de Filadélfia, na categoria de "Melhor Ator Coadjuvante em um Musical" pela sua performance em Little Shop of Horrors. Suas atuações em 2016 incluíram Time Is On Our Side, na qual foi elogiado como "imensamente carismático e simpático", e Richard III. Em setembro de 2016, começou a se apresentar como membro original do elenco da nova produção de Hamilton em Chicago.
Clemons-Hopkins começou a buscar oportunidades na televisão e no cinema após assistir ao filme Moonlight (2016). Depois de ver o filme, escreveu em seu diário: "Eu sei que nunca haverá outro Moonlight, mas se surgir outra oportunidade como essa, quero estar preparado".
Em 2021, Clemons-Hopkins começou a atuar na série de comédia e drama da HBO Max, Hacks. Pelo papel, recebeu uma indicação ao Primetime Emmy Award de Melhor Ator Coadjuvante em Série de Comédia. Também atuou no filme de terror Candyman, lançado em 27 de agosto de 2021. Em 2022, interpretou James Baldwin, ao lado de Crystal Dickinson como Nikki Giovanni, em Lessons in Survival: 1971 no Vineyard Theatre. A peça retrata a entrevista de Giovanni com Baldwin no programa de televisão Soul!.
Antes da escalação para Hacks, Clemons-Hopkins planejava parar de atuar e estava se preparando ativamente para se inscrever em uma escola de negócios.

## Vida pessoal
Clemons-Hopkins é queer e não binário. Utiliza os pronomes em inglês they/them e he/him.

## Filmografia

### Filme
| Ano  | Título                | Papel        | Notas |
| ---- | --------------------- | ------------ | ----- |
| 2013 | La méduse rouge       | Window Guard |       |
| 2015 | Christmas Dreams      | Músico 2     |       |
| 2018 | Canal Street          | Bobby        |       |
| 2019 | Range Runners         | Howard       |       |
| 2021 | Candyman              | Jameson      |       |
| 2023 | The Mattachine Family | Ted          |       |
| 2023 | The Beanie Bubble     | Jeremy       |       |

### Televisão
| Ano           | Título                 | Papel                | Notas                                       |
| ------------- | ---------------------- | -------------------- | ------------------------------------------- |
| 2018          | Chicago P.D.           | Agente Thomas da DEA | Episódio: "Rabbit Hole"                     |
| 2018          | The Chi                | Jean                 | 3 episódios                                 |
| 2020          | Chicago Med            | Sean Richter         | 4 episódios                                 |
| 2020          | Next                   | Harrison Cole        | Episódio: "FILE #7"                         |
| 2021–presente | Hacks                  | Marcus               | Papel principal, 18 episódios               |
| 2023          | Star Trek: Lower Decks | Narj (voz)           | Episódio: "I Have No Bones Yet I Must Flee" |

## Teatro
| Ano  | Produção                      | Papel                         | Local            |
| ---- | ----------------------------- | ----------------------------- | ---------------- |
| 2016 | Hamilton                      | Aaron Burr, George Washington | CIBC Theatre     |
| 2022 | Lições de sobrevivência: 1971 | James Baldwin                 | Vineyard Theatre |

## Prêmios e indicações
| Ano  | Prêmio                     | Categoria                                        | Trabalho | Resultado | Ref.   |
| ---- | -------------------------- | ------------------------------------------------ | -------- | --------- | ------ |
| 2021 | Primetime Emmy Awards      | Melhor Ator Coadjuvante em Série de Comédia      | Hacks    | Indicado  | [ 14 ] |
| 2022 | Screen Actors Guild Awards | Melhor Performance de Elenco em Série de Comédia | Hacks    | Indicado  | [ 15 ] |